# Dasycarea viridisquamata
Dasycarea viridisquamata är en fjärilsart som beskrevs av Philipp Christoph Zeller 1877. Dasycarea viridisquamata ingår i släktet Dasycarea och familjen bronsmalar. Inga underarter finns listade i Catalogue of Life.